# Osipy-Kolonia
Osipy-Kolonia – wieś w Polsce położona w województwie podlaskim, w powiecie wysokomazowieckim, w gminie Wysokie Mazowieckie.
W latach 1975–1998 miejscowość administracyjnie należała do województwa łomżyńskiego.
Wierni kościoła rzymskokatolickiego należą do parafii św. Jana Chrzciciela w Wysokiem Mazowieckiem.

## Historia
W XIII wieku teren, na którym współcześnie znajdują się wsie o wspólnej nazwie Osipy był częścią uposażenia osady Wysokie, wchodzącej w skład kasztelanii święckiej. W nieustalonym czasie właścicielem lub dzierżawcą tej ziemi był osadnik ruski o imieniu Josip, inaczej Osip. Od tego miana wzięła się najpewniej nazwa wsi Osipy.
Następnie Osipy były tzw. królewszczyzną oddawaną w dzierżawę wójtom. Pierwszym był Jakub Dewojna, a następnymi: Jan Litawor Chreptowicz, Stanisław Olędzki, Aleksander Czosnkowski, Przemysław Gnoiński. W roku 1569 król Zygmunt August przekazał Wysokie i przynależne folwarki Mikołajowi Krzysztofowi Radziwiłłowi.
Inni właściciele:
- 1582 – Heronim Makowiecki, marszałek i sekretarz królewski
- 1689 – Mikołaj Aleksander Opacki, podkanclerzy ziemi wiskiej
- od 1697:
  - Buoni Buono, sekretarz królewski
  - Stanisław Antoni Szczuka, podkanclerzy litewski
  - Jan Kątski, generał ziemi podlaskiej
  - Eustachy Potocki, generał artylerii
- 1771 – Jerzy Potocki, starosta tłomocki
- 1783 – Ignacy Pudłowski, cześnik litewski
- 1789 – Aniela Paprocka, starościna korytnicka
- 1859 – Ludwik Fiszer, sędzia powiatu tykocińskiego

W okresie powstania styczniowego, w obawie przed konfiskatą, spadkobiercy Ludwika Fiszera i jego żony, Róży z Węgierskich, podzielili folwark Osipy na kilka mniejszych majątków. Tak wydzielono tu: Osipy Stare, Osipy Nowe (wieś utworzona przez uwłaszczonych pracowników rolnych), Osipy-Zakrzewizna (od nazwiska Zakrzewski), Osipy-Lepertowizna (od Leper lub Lepert). Michałki wzięły nazwę od właściciela o imieniu Michał a Wandzin od Wandy. Osipy Wydziory I i Osipy Wydziory II powstały w podobnych okolicznościach lecz w różnym czasie. Nowi osadnicy Wydziorów karczowali las i zakładali tam swoje gospodarstwa.
Wieś Osipy Kolonia została założona na gruntach folwarku Osipy Stare w roku 1911 przez osadników z okolicy Baranowa. Ogółem przybyły tu 24 rodziny. W zależności od posiadanych środków nowi właściciele nabyli kolonie o powierzchni od 6 do 30 morgów. Ponieważ nie posiadali żadnych zabudowań początkowo zamieszkali w różnych pomieszczeniach dworskich należących do Władysława Izdebskiego.
W 1921 r. wymieniono miejscowość Osipy Stare Kolonia, która liczyła 25 domów i 174 mieszkańców.
Po II wojnie światowej wieś była siedzibą gromady Osipy Kolonia, która funkcjonowała tu do roku 1969, kiedy to została włączona do gromady Wysokie Mazowieckie.

## Współcześnie
We wsi istnieje straż pożarna wyposażona w motopompę.